# ジャンボ松田
ジャンボ松田（ジャンボまつだ）、本名松田 道人（まつだ みちひと、1973年6月26日 - ）は、東京都多摩市出身の日本の実業家、政治活動家、プロレスラー（シアタープロレス花鳥風月所属）。AI党（人工知能が日本を変える党）党首。
2023年真鶴町長選挙、2024年東京都知事選挙に出馬した候補者AIメイヤーと目されているが、本人は明言していない。

## 来歴
東京都多摩市に生まれ、多摩市立北落合小学校、東落合中学校、東京都立三鷹高等学校から上智大学へ。大学在学中は上智大学大道塾の主将を務め、1996年、関東大会ベスト16（特別賞）、1997年、北斗旗全日本無差別選手権大会に出場。
大学卒業後、大手IT企業のYahoo! JAPANにて宮坂学のアシスタントを勤めた後、28歳で音楽配信サービス会社を起業。元 三井物産社員。
2002年、社団法人日本レコード協会（RIAJ）と社団法人日本音楽著作権協会（JASRAC）から、Napster型のファイル交換サービス「ファイルローグ」を運営しているとして3億6500万円の損害賠償請求訴訟を東京地方裁判所に提起される。弁護人は小倉秀夫。
2021年5月3日、沖縄・石垣島アリーナでの斎藤拓海戦でプロレスデビュー。

## 人物
- 高校時代は1987年第7回全国高等学校クイズ選手権の関東予選で「甲子園に行かなくてもテレビで校歌を唄えるコーナー」に登場し自校の校歌を唄っている。
- 3人兄弟の長男であり、妹と弟がいる。
- 電力購入管理システムに関する特許を保有している[8]。
- 日経ビジネスの「敗軍の将、兵を語る」（企業を引責辞任した元トップが失敗談を語る、1976年10月から続いている長寿企画）に史上最年少（28歳）で登場した[9]。

## 政治活動

### 選挙歴
- 2014年4月6日告示、13日投票の多摩市長選挙に無所属で出馬し落選[10]。
- 2018年4月8日告示、15日開票の多摩市長選挙に出馬し落選[11]。AIによる政治を標榜し、行政へのAI導入を訴えた。AIによる予算編成や独自の暗号通貨の発行などの政策で選挙ポスターも本人の顔写真を掲載せずロボットのイラストにする徹底ぶりだった[12]。グーグル日本法人元社長村上憲郎と、ソフトバンク元副社長松本徹三が推薦人となった。
- 2022年4月3日告示、10日開票の多摩市長選挙にAI党公認で立候補したが落選（ジャンボ松田名義）[13]。
- 2023年4月18日告示、23日開票の辰野町議会議員選挙に日本維新の会公認で立候補したが落選[14]。
- 2023年11月7日告示、12日開票の真鶴町長選挙にAI党公認で立候補したが落選（AIメイヤー名義）[15]。
- 2024年6月20日告示、7月7日開票の東京都知事選挙にAI党公認で立候補したが落選（AIメイヤー名義）[16]。
- 2024年10月15日告示、10月27日開票の第50回衆議院議員総選挙にみんなでつくる党公認で東京23区から立候補したが落選（AIメイヤー名義）[17]。
- 2025年3月16日開票の武蔵村山市長選では、ジャンボ松田が代表を務めるAI党公認、みんなでつくる党推薦候補として、AIメイヤー4号が出馬した[18]。
- 2025年3月23日開票の小金井市議会議員選挙では、AI党公認、みんなでつくる党推薦候補として、AIメイヤー2号が出馬し落選[19]。

### 見解・主張
- 「（障がい者は）自分の世話すらできないのに子を産むべきでない」とX上で主張する匿名アカウントに対して対して極めて危険で差別的な優生思想だと批判した。まず、自分の世話ができるかどうかという基準自体が曖昧で時代や社会によって変化してきた事実を無視すべきではなく、誰もが他人からの世話なしには生きていけず、かつては左利きや精神疾患、同性を愛することですら異常とされていた歴史があり、つまり、何をもって「健常」とするかは時代によって流動的で、さらに、種の保存という観点から見ても「多様性」は生存戦略として重要で、人間の命の価値を「生産性」や「自己完結能力」で測ることは、人間社会の根幹を揺るがす危険な考え方だと批判した。
- 「世の中のホワイトカラー労働力の半分が「仕事してるフリ」をすることによって社会や経済活動が成立している」「人間は資本家と労働者に区分され、先進国の労働者は、労働収入だけではなく資本家の金利や配当収入、不動産収入についても分配されているラッキーな存在」「企業の利益は、労働力が生んでいるのではなくカネがカネを生んでいるだけ」だと主張している[20]。
- 日本が世界第三位の経済大国にもかかわらず国民の多くが「お金がない」状態であるのは、資本主義が経済成長を前提としており、貨幣価値は相対的であるため、一部の富裕層や大企業などの経済的な勝ち組に対する負け組を作る必要があるためで、貧困層を作ることができない現代において大多数の中間層を負け組とする政策が取られており資本主義から脱却すべきと2022年多摩市長選挙の街頭演説で主張した。
- 組織票は悪だとしている。選挙は株式市場に類似し、証券会社が顧客を自社の利益につながる株式の購入へ誘導することや、取引に関する規制が小口投資家には厳しく機関投資家には有利に作られていることが、民主主義と言いながら実際には組織票で議員選出している現代の政治と酷似しておりそれぞれを「競争のない資本主義」と「民意のない民主主義」だと主張している[21]。
- 聖徳太子は一度に10人の話を理解したが、AIであれば1億人の話を聞くことができるので、議員の数を減らし議会制民主主義を終わりにして直接民主主義に移行できる。SNSがすでに有権者の代弁者としての役割を果たしているので議員の役割を減らす直接民主主義が衆愚政治に陥る危険性はないとしている[22]。
- 2012年7月時点で韓国ではサムスンやSK財閥のような大企業でも部下に高圧的に接するのは上司の裁量権のうちでパワーハラスメント（パワハラ）の概念がなかったためパワハラをやめるべきだと諭したとし、韓国社会にパワハラの概念を初めて教えたのは自分であるとよしもと興業の記者会見で主張した[23]。
- 多摩ニュータウンは核家族化の実験の場だったが、高齢化で終わろうとしているのにその後のグランドデザインが描けていないため、AIなどで最初に新しい形を示しそれを日本や世界の実験の場にすると主張[24]。
- 政治とプロレスは、自分でも相手との戦いでもなく、お客さん（有権者）との戦いだとしている[25]。
- 政治家の仕事は「トロッコ問題」を解決するようなもので、現実社会では誰にも正解がわからないのに水面下で継続されている政策が多々あり、有権者の知らないところで多くのトロッコ問題が秘密裏に処理されているのが現状であることから、政治家は、トロッコの行き先を選んだ理由を有権者に説明する義務があると主張[26]。
- 民主主義の中での話し合いによって世界は分断国家に向かっている。民主主義が一番だという前提を崩す必要がある。アルゴリズムによって政治判断の根拠を明確にすれば、人間同士だから起こる対立を減らすことができるとしている[27]。
- 政治と経済では少子化問題を解決できず、伝統文化を守る価値観や親戚や周囲からの圧力の方が効果があるとの考えを持っている。
- 今後、副業で政治家になる会社員が増えるため、会社を辞めなくて済むように個人情報を非公開にしたままで選挙に出馬し、候補者の顔、学歴、職歴、人間性、人格よりも、政策の是非を有権者に問うべきと考えている[28]。
- 田母神俊雄との対談にて、自民党がAIを使うと自民党の票が減らない条件付きの指示を出すことになるため、どういう依頼をしたかも明らかにするようプロンプト（指示文）も含めて政治に応用すべきとした[29]。
- 2024年東京都知事選挙に「AIメイヤー」として顔と本名非公開で出馬し「プライバシーが守られていない現状では選挙のハードルは高く、優秀な人材は集まってこない。本来、政治家は政策で判断すべきで、顔や名前は必要ない」など主張した[30]。プライバシーを保護した状態での地方選挙への立候補について公募を行った結果、300人以上から問い合わせがあった。これを受けて、全国的に覆面出馬が増加する可能性が示唆されている[30]。
- 第50回衆議院議員総選挙に東京都第23区からみんなでつくる党公認で出馬し都知事選とは異なり素顔を出した。これはみんなでつくる党の支持者から松田への批判が殺到し党内からも「仮面を取った方がいい」と言われ思わず「取ってやるよ、コノヤロー！」と言ってしまいました」と経緯を明かした[31][32][33]。仮面を取っているのは、ポスター、パンフレット、選挙公報などの印刷物[34]で街頭演説などは従来通り仮面をつけて選挙運動を行う。
- 2025年3月の小金井市議会議員選挙と2025年7月の船橋市長選挙にそれぞれAIメイヤー２号、AIメイヤー３号をAI党公認でそれぞれ擁立すると発表した。２号は過去に２回選挙に落選して、妻に愛想を尽かされ、離婚し、再婚した妻からは仮面をかぶることを条件に出馬にＯＫが出た。３号はＡＩ党の政策に共感し、出馬で仕事に悪影響が出ることを懸念したために本名非公開、仮面姿での出馬を予定。ほかにも出馬したい人は全国にいて、１００号ぐらいまで増えるとしている[35]。
- 2024年11月、破産宣告中のみんなでつくる党の大津綾香などと済州島を視察した。済州特別自治道議会のイ・サンボン議長らと地方行政の運営や観光産業の活性化などについて会合を持った[36]。
- 選挙で顔出ししない理由について「妻と子どもがまず嫌がり、反対する。そして、一番の問題は、仕事をやめないと選挙に今、立候補できないことだ。一回選挙で落選した人は、この後就職活動をしてもどこも雇ってくれないと思う。つまり、選挙はプライバシーが保護されていないので、立候補者にとって非常にリスクが高いものになっている」「今、立候補できるのが働かなくても良いお金持ちか、失うものがない無敵な人の二極化が進んでいる」「一番優秀な人がいるかもしれない中間層の人たちが選挙に出られないことが一番の今の政治の不信の問題。それを考えた時、プライバシー保護をして、大企業に有能な人が何十万人もいるので、その人たちの副業として選挙に出ていただくのが良いと思い、匿名でチャレンジしてみた」と語った[37]。しかし、 読売新聞から「経歴分からず有権者に不利益」と朝刊一面でAIメイヤー通称を批判される[38]。AIメイヤー4号の通称を認めた理由について武蔵村山市選管は「通称を使用していることを証明する資料が提出されており、総合的に判断した」と説明。市外在住で、武蔵村山市内で通称より戸籍名の方が知られている状況にはない点も判断材料となったという。担当者は「立候補は民主主義の当然の権利。通称使用を認めないことで立候補を止めることは相当ハードルが高い」と話した。当選した山﨑泰大武蔵村山市長は「（通称だったため）相手が見えず一方的に議論を展開しているようだった」と違和感を示した[39]。また、告示までのＸの投稿は十数回、フォロワーはわずか３０人程度だったAIメイヤー2号の通称を認めた理由について小金井市選管は「本名より広く通用している」と通称使用を認め「Ｘは世界中の人々が見られる。通称の認知度が本名より低いとは言い切れず、認めないという判断は難しかった」と話した[40]。

## プロレス活動

### 得意技
- ジャンピング・ニーアタック

### 入場テーマ曲
- J （ジャンボ鶴田）のテーマ

## 選挙歴
| 当落 | 選挙                     | 執行日         | 年齢 | 選挙区       | 政党             | 得票数 | 得票率 | 定数 | 得票順位 /候補者数 | 政党内比例順位 /政党当選者数 |
| ---- | ------------------------ | -------------- | ---- | ------------ | ---------------- | ------ | ------ | ---- | ------------------ | ---------------------------- |
| 落   | 2014年多摩市長選挙       | 2014年4月13日  | 40   | ーー         | 無所属           | 3509票 | ーー   | 1    | 3/3                | /                            |
| 落   | 2018年多摩市長選挙       | 2018年4月15日  | 44   | ーー         | 無所属           | 4013票 | ーー   | 1    | 3/3                | /                            |
| 落   | 2022年多摩市長選挙       | 2022年4月10日  | 48   | ーー         | AI党             | 516票  | ーー   | 1    | 3/3                | /                            |
| 落   | 2023年辰野町議会議員選挙 | 2023年4月23日  | 49   | ーー         | 日本維新の会     | 66票   | ーー   | 14   | 17/17              | /                            |
| 落   | 2023年真鶴町長選挙       | 2023年11月12日 | 50   | ーー         | AI党             | 30票   | ーー   | 1    | 5/5                | /                            |
| 落   | 2024年東京都知事選挙     | 2024年7月7日   | 51   | ――           | AI党             | 2761票 | 0.04%  | 1    | 17/56              | /                            |
| 落   | 第50回衆議院議員総選挙   | 2024年10月27日 | 51   | 東京都第23区 | みんなでつくる党 | 6475票 | 3.42%  | 1    | 3/3                | /                            |